# Gojlewo
Gojlewo – dawna wieś. Tereny, na których leżała, znajdują się obecnie na Białorusi, w obwodzie witebskim, w rejonie głębockim, w sielsowiecie Zalesie.
Dawniej używana nazwa – Holewo.

## Historia
W czasach zaborów w gminie Zalesie, w powiecie dzisieńskim, w guberni wileńskiej Imperium Rosyjskiego.
W latach 1921–1945 wieś leżała w Polsce, w województwie wileńskim, w powiecie dziśnieńskim, w gminie Zalesie.
Według Powszechnego Spisu Ludności z 1921 roku zamieszkiwało tu 36 osób, 10 było wyznania rzymskokatolickiego a 26 prawosławnego. Jednocześnie 10 mieszkańców zadeklarowało polską a 26 białoruską przynależność narodową. Było tu 8 budynków mieszkalnych. W 1931 w 6 domach zamieszkiwały 33 osoby.
Wierni należeli do parafii rzymskokatolickiej w Głębokiem i parafii prawosławnej w Zalesiu. Miejscowość podlegała pod Sąd Grodzki w Łużkach i Okręgowy w Wilnie; właściwy urząd pocztowy mieścił się w Zalesiu.